# Диттмер, Йоаким
Йоаким фон Диттмер (швед. Joakim von Dittmer; 1681 — 1755) — шведский дипломат, посланник при русском дворе.

## Биография
Родился в Нарве в 1681 году в семье Хермана Диттмера, ставшего впоследствии нарвским бургомистром, и Лукреции Кедер. В 1697 году поступил на службу в нарвскую губернскую канцелярию, а в 1700 году стал регистратором в полевой канцелярии генерала Веллингка. Годом позже устроился на службу в Королевскую канцелярию и в 1705 году стал штатным канцеляристом.
Во время русского похода Карла XII вместе с полевой канцелярией последовал за шведской армией на Украину. Взят в плен русскими войсками у Переволочны (по другим данным попал в плен ещё при сдаче Нарвы в 1704 году). Вместе с частью других пленных был отвезён в Москву, затем, в 1712 году, отправлен в Сибирь, где оставался до 1722 года.
После возвращения на родину назначен секретарём, и в 1724 году отправлен в качестве агента в Москву. 3 августа 1727 года возведён во дворянство (род внесен в рыцарский матрикул королевства Швеция под № 1813).
В 1729 году Диттмер получил чин канцелярского советника и назначен посланником к русскому двору. В России находился до 1738 года, когда его назначили ландсхёвдингом Нейшлотского и Кюменегордского лена. Вышел в отставку в 1741 году.
7 ноября 1748 года награжден рыцарским крестом ордена Полярной звезды.
Умер в 1755 году.